# Bolko II. (Schweidnitz)

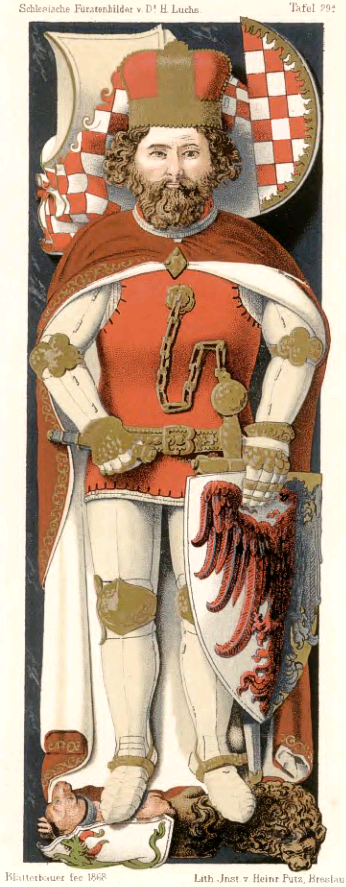
Farbrekonstruktion des Hochgrabs Bolko II. von Schweidnitz-Jauer nach Theodor Blätterbauer

Bolko II., auch: Boleslaw V., Boleslaw der Kleine, (* Mai 1308; † 28. Juli 1368 in Schweidnitz) war Herzog von Schweidnitz-Jauer.

## Herkunft und Familie
Bolko entstammte dem Geschlecht der Schlesischen Piasten. Seine Eltern waren Bernhard II. († 1326), Herzog von Schweidnitz-Jauer, und Kunigunde von Kujawien, Tochter des polnischen Königs Władysław I. Ellenlang. 1338 vermählte er sich mit Agnes von Habsburg, einer Tochter des österreichischen Herzogs Leopold I. Die Ehe blieb kinderlos.

## Leben
Nach dem Tode seines Vaters 1326 stand Bolko zunächst unter Vormundschaft seiner Onkel Heinrich I. und Bolko II. Nach seiner Volljährigkeit regierte er das Herzogtum Schweidnitz-Jauer gemeinsam mit seinem Bruder Heinrich II., dem Vater der späteren böhmischen und Römisch-deutschen Königin Anna von Schweidnitz. Nach Heinrichs Tod 1343 erbte Bolko dessen Besitzungen und wurde Vormund von dessen Tochter Anna. 1346 gelangte er zudem an Jauer, da sein Onkel, Herzog Heinrich I. von Jauer, ohne männliche Nachkommen starb. Obwohl schon alle anderen schlesischen Herzogtümer böhmisches Lehen geworden waren, was 1335 mit dem Vertrag von Trentschin bestätigt wurde, gelang es Bolko, die Selbständigkeit seines Herzogtums zu bewahren und weitere Ländereien außerhalb seines Herzogtums zu erwerben. Der Liegnitzer Herzog Wenzel I. verkaufte ihm nach dem Tod seiner Eltern halb Brieg sowie halb Ohlau, und König Karl IV. überließ ihm 1359 Pitschen und Kreuzburg.

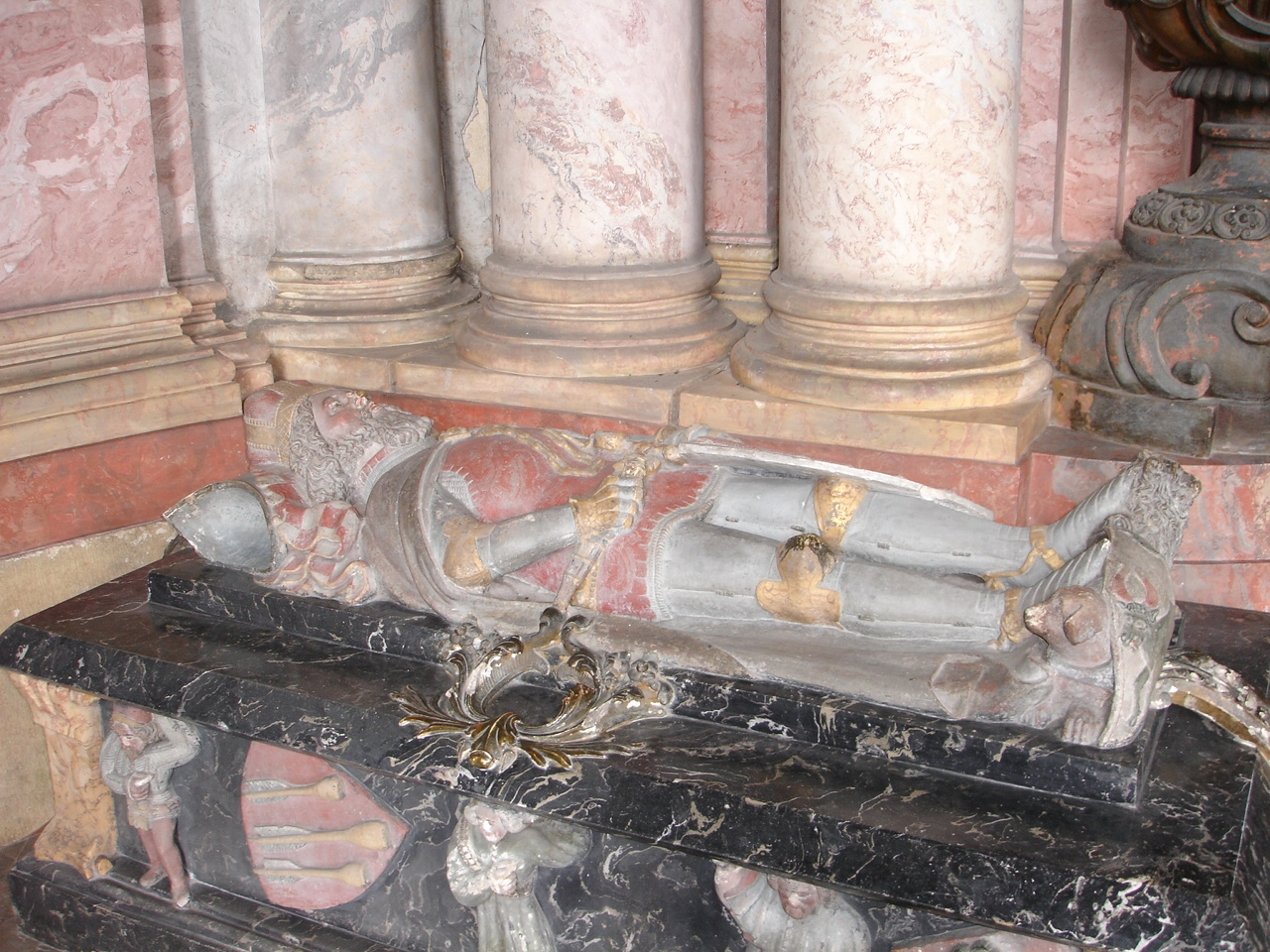
Sarkophag Bolkos in der Fürstenkapelle von Kloster Grüssau

Obwohl Kronprinz Karl, der nachmalige Karl IV., 1344 zusammen mit seinem Vater Johann von Luxemburg Schweidnitz belagerte und Landeshut eroberte, unterstützte Bolko 1348 den Frieden von Namslau. 1350 waren Karl IV. und Bolko II. soweit versöhnt, dass sie die ersten Erbverhandlungen über das Herzogtum Schweidnitz-Jauer aufnahmen. Nachdem Karls zweite Ehefrau am 2. Februar 1353 starb, heiratete er im selben Jahr Bolkos Nichte Anna von Schweidnitz. Da Bolko kinderlos war, waren Anna und ihre Nachkommen vertraglich als Erben des Herzogtums Schweidnitz-Jauer ausersehen. Durch die Heirat war ein erbrechtlicher Übergang des Herzogtums an Böhmen gesichert. 1360 überschrieb Karl IV. dem Herzog Bolko eine Hälfte des Weichbilds Glogau auf Lebenszeit. Nachdem Bolkos Nichte Anna 1361 den ersehnten Thronfolger gebar, erhielt Bolko durch Karls Vermittlung Kanth, Reichenstein und Zobten.
Mit finanzieller Hilfe Bolkos löste Karl IV. 1363 für 31.000 Mark die Niederlausitz ein, die er am 1. November 1364 vertragsgemäß übernehmen konnte. Kurz darauf verlieh er sie an Bolko auf dessen Lebenszeit, wodurch sich Bolkos Machtbereich bedeutend erweiterte. 1365 nahm Bolko das niederlausitzische Wappenbild des Stiers in sein Siegel auf.
Bolko starb am 28. Juli 1368 in Schweidnitz und wurde in der Kirche des von seinem Großvater Bolko I. gestifteten Klosters Grüssau beigesetzt. Nach Errichtung der Fürstenkapelle (Mausoleum) unter Abt Benedikt II. Seidel 1735–1747 wurde der Sarkophag dorthin verbracht. Zum Gedenken an Bolkos Gemahlin Agnes von Habsburg schuf der böhmische Bildhauer Anton Dorazil für die Fürstenkapelle eine Skulptur aus weißem Marmor.
Das Herzogtum Schweidnitz, für das Bolkos Witwe Agnes von Schweidnitz bis zu ihrem Tode 1392 die Nutznießung besaß, fiel nach Bolkos Tod 1368 erbrechtlich an Böhmen. Wegen des nicht ausbezahlten Erbanteils von Bolkos Schwester Elisabeth, die mit Bolko II. von Oppeln verheiratet war, führten dessen Enkel Johann I., Bolko IV. und Bernhard von Oppeln ab 1390 die Jahrzehnte währende Oppelner Fehde mit der Stadt Breslau.